# Professional U21 Development League 2014–15
Professional U21 Development League 2014–15 là mùa giải thứ ba của Giải Professional Development League.

## League 1
League 1 hay con gọi Barclays Under 21 Premier League vì lý do tài trợ, giải đấu được chia thành hai hạng đấu, với các đội ở hạng 1 hoặc hạng 2 phụ thuộc vào thành tích của mùa giải 2013–14.
Vào cuối mùa giải, đội bóng kết thúc đứng đầu hạng 1 là nhà vô địch giải đấu, 8 đội bóng đứng đầu tham dự Premier League International Cup mùa giải 2015-16, hai đội xếp cuối cùng bị xuống hạng 2 và hai đội đứng đầu hạng 2 được thăng hạng lên hạng 1 cho mùa giải 2015–16.

### Hạng 1

#### Bảng xếp hạng
| XH | Đội                                         | Tr | T  | H | T  | BT | BB | HS  | Đ  | Lên hay xuống hạng                           |
| -- | ------------------------------------------- | -- | -- | - | -- | -- | -- | --- | -- | -------------------------------------------- |
| 1  | {{fb team U21 Manchester United \|oc=}} (C) | 22 | 11 | 7 | 4  | 39 | 23 | +16 | 40 |                                              |
| 2  | Bản mẫu:Fb team Liverpool U21s              | 22 | 11 | 3 | 8  | 45 | 35 | +10 | 36 |                                              |
| 3  | Bản mẫu:Fb team Chelsea U21s                | 22 | 10 | 5 | 7  | 39 | 10 | +29 | 35 |                                              |
| 4  | Bản mẫu:Fb team Sunderland U21s             | 22 | 10 | 5 | 7  | 26 | 24 | +2  | 35 |                                              |
| 5  | Bản mẫu:Fb team Manchester City EDS         | 22 | 10 | 3 | 9  | 44 | 50 | −6  | 33 |                                              |
| 6  | Bản mẫu:Fb team Leicester City U21s         | 22 | 9  | 5 | 8  | 39 | 37 | +2  | 32 |                                              |
| 7  | Bản mẫu:Fb team Norwich City U21s           | 22 | 8  | 8 | 6  | 34 | 32 | +2  | 32 |                                              |
| 8  | Bản mẫu:Fb team Southampton U21s            | 22 | 9  | 4 | 9  | 32 | 34 | −2  | 31 |                                              |
| 9  | Bản mẫu:Fb team Tottenham Hotspur U21s      | 22 | 8  | 5 | 9  | 30 | 30 | 0   | 29 |                                              |
| 10 | Bản mẫu:Fb team Everton U21s                | 22 | 8  | 3 | 11 | 32 | 37 | −5  | 27 |                                              |
| 11 | Bản mẫu:Fb team Fulham U21s (R)             | 22 | 6  | 4 | 12 | 27 | 45 | −18 | 22 | Xuống chơi tại U21 Premier League Division 2 |
| 12 | Bản mẫu:Fb team West Ham United U21s (R)    | 22 | 5  | 2 | 15 | 20 | 43 | −23 | 17 | Xuống chơi tại U21 Premier League Division 2 |

#### Các kết quả
| S.nhà ╲ S.khách                        | Bản mẫu:Fb team Chelsea U21s | Bản mẫu:Fb team Everton U21s | Bản mẫu:Fb team Fulham U21s | Bản mẫu:Fb team Leicester City U21s | Bản mẫu:Fb team Liverpool U21s | Bản mẫu:Fb team Manchester City EDS | U21 Manchester United | Bản mẫu:Fb team Norwich City U21s | Bản mẫu:Fb team Southampton U21s | Bản mẫu:Fb team Sunderland U21s | Bản mẫu:Fb team Tottenham Hotspur U21s | Bản mẫu:Fb team West Ham United U21s |
| Bản mẫu:Fb team Chelsea U21s           |                              | 3–0                          | 2–2                         | 0–1                                 | 4–3                            | 2–1                                 | 1–1                   | 3–1                               | 5–3                              | 3–0                             | 0–0                                    | 0–1                                  |
| Bản mẫu:Fb team Everton U21s           | 0–2                          |                              | 3–3                         | 3–2                                 | 1–3                            | 1–2                                 | 1–2                   | 3–0                               | 3–1                              | 3–2                             | 3–1                                    | 2–0                                  |
| Bản mẫu:Fb team Fulham U21s            | 1–3                          | 2–1                          |                             | 1–3                                 | 3–2                            | 0–2                                 | 1–4                   | 2–1                               | 1–2                              | 0–2                             | 0–2                                    | 1–1                                  |
| Bản mẫu:Fb team Leicester City U21s    | 1–1                          | 1–0                          | 0–2                         |                                     | 3–1                            | 6–2                                 | 1–1                   | 2–2                               | 3–3                              | 4–2                             | 3–1                                    | 3–1                                  |
| Bản mẫu:Fb team Liverpool U21s         | 2–0                          | 2–1                          | 1–2                         | 2–1                                 |                                | 3–4                                 | 1–1                   | 4–4                               | 1–3                              | 1–0                             | 2–1                                    | 5–0                                  |
| Bản mẫu:Fb team Manchester City EDS    | 3–2                          | 3–1                          | 3–1                         | 4–2                                 | 1–2                            |                                     | 3–1                   | 4–1                               | 0–2                              | 1–1                             | 3–3                                    | 1–1                                  |
| {{fb team U21 Manchester United}}      | 2–1                          | 0–0                          | 1–2                         | 2–3                                 | 2–1                            | 4–0                                 |                       | 3–0                               | 1–0                              | 4–0                             | 1–1                                    | 3–2                                  |
| Bản mẫu:Fb team Norwich City U21s      | 2–2                          | 1–1                          | 3–1                         | 5–0                                 | 1–1                            | 2–1                                 | 1–1                   |                                   | 2–0                              | 0–0                             | 3–1                                    | 1–0                                  |
| Bản mẫu:Fb team Southampton U21s       | 0–2                          | 1–3                          | 1–1                         | 2–0                                 | 2–0                            | 0–4                                 | 1–0                   | 2–0                               |                                  | 1–1                             | 0–0                                    | 2–0                                  |
| Bản mẫu:Fb team Sunderland U21s        | 1–0                          | 1–0                          | 4–0                         | 1–0                                 | 0–1                            | 1–0                                 | 1–1                   | 0–0                               | 3–2                              |                                 | 2–1                                    | 3–0                                  |
| Bản mẫu:Fb team Tottenham Hotspur U21s | 2–1                          | 4–0                          | 2–0                         | 0–0                                 | 1–3                            | 2–1                                 | 1–2                   | 0–2                               | 3–2                              | 0–1                             |                                        | 2–1                                  |
| Bản mẫu:Fb team West Ham United U21s   | 1–3                          | 1–2                          | 2–1                         | 1–0                                 | 0–4                            | 2–1                                 | 1–2                   | 1–2                               | 1–2                              | 2–0                             | 1–3                                    |                                      |

Cập nhật lần cuối: ngày 23 tháng 5 năm 2015.
Nguồn: U21 Premier League results
1 ^ Đội chủ nhà được liệt kê ở cột bên tay trái.
Màu sắc: Xanh = Chủ nhà thắng; Vàng = Hòa; Đỏ = Đội khách thắng.
a nghĩa là có bài viết về trận đấu đó.

### Division 2

#### Bảng xếp hạng
| XH | Đội                                          | Tr | T  | H | T  | BT | BB | HS  | Đ  | Lên hay xuống hạng                                |
| -- | -------------------------------------------- | -- | -- | - | -- | -- | -- | --- | -- | ------------------------------------------------- |
| 1  | Bản mẫu:Fb team Middlesbrough U21s (P)       | 22 | 16 | 2 | 4  | 39 | 23 | +16 | 50 | Lên chơi tạiU21 Premier League Division 1 2015–16 |
| 2  | Bản mẫu:Fb team Reading U21s (P)             | 22 | 13 | 2 | 7  | 38 | 30 | +8  | 41 | Lên chơi tạiU21 Premier League Division 1 2015–16 |
| 3  | Bản mẫu:Fb team Derby County U21s            | 22 | 12 | 4 | 6  | 39 | 20 | +19 | 40 |                                                   |
| 4  | Bản mẫu:Fb team Arsenal U21s                 | 22 | 11 | 4 | 7  | 38 | 25 | +13 | 37 |                                                   |
| 5  | Bản mẫu:Fb team West Bromwich Albion U21s    | 22 | 10 | 7 | 5  | 37 | 27 | +10 | 37 |                                                   |
| 6  | Bản mẫu:Fb team Newcastle United U21s        | 22 | 9  | 5 | 8  | 43 | 39 | +4  | 32 |                                                   |
| 7  | Bản mẫu:Fb team Aston Villa U21s             | 22 | 8  | 3 | 11 | 25 | 36 | −11 | 27 |                                                   |
| 8  | Bản mẫu:Fb team Brighton & Hove Albion U21s  | 22 | 6  | 5 | 11 | 19 | 23 | −4  | 23 |                                                   |
| 9  | Bản mẫu:Fb team Bolton Wanderers U21s        | 22 | 5  | 8 | 9  | 26 | 33 | −7  | 23 |                                                   |
| 10 | Bản mẫu:Fb team Blackburn Rovers U21s        | 22 | 5  | 6 | 11 | 23 | 31 | −8  | 21 |                                                   |
| 11 | Bản mẫu:Fb team Stoke City U21s              | 22 | 4  | 6 | 12 | 23 | 50 | −27 | 18 |                                                   |
| 12 | Bản mẫu:Fb team Wolverhampton Wanderers U21s | 22 | 3  | 8 | 11 | 24 | 37 | −13 | 17 |                                                   |

#### Các kết quả
| S.nhà ╲ S.khách                              | Bản mẫu:Fb team Arsenal U21s | Bản mẫu:Fb team Aston Villa U21s | Bản mẫu:Fb team Blackburn Rovers U21s | Bản mẫu:Fb team Bolton Wanderers U21s | Bản mẫu:Fb team Brighton & Hove Albion U21s | Bản mẫu:Fb team Derby County U21s | Bản mẫu:Fb team Middlesbrough U21s | Bản mẫu:Fb team Newcastle United U21s | Bản mẫu:Fb team Reading U21s | Bản mẫu:Fb team Stoke City U21s | Bản mẫu:Fb team West Bromwich Albion U21s | Bản mẫu:Fb team Wolverhampton Wanderers U21s |
| Bản mẫu:Fb team Arsenal U21s                 |                              | 1–3                              | 0–0                                   | 1–3                                   | 1–0                                         | 1–1                               | 2–1                                | 1–2                                   | 0–1                          | 4–1                             | 4–2                                       | 4–0                                          |
| Bản mẫu:Fb team Aston Villa U21s             | 0–2                          |                                  | 1–0                                   | 3–0                                   | 1–0                                         | 0–3                               | 0–0                                | 1–2                                   | 1–5                          | 1–1                             | 3–0                                       | 2–1                                          |
| Bản mẫu:Fb team Blackburn Rovers U21s        | 0–0                          | 1–1                              |                                       | 0–1                                   | 0–0                                         | 3–4                               | 0–1                                | 1–3                                   | 0–1                          | 5–2                             | 2–2                                       | 1–0                                          |
| Bản mẫu:Fb team Bolton Wanderers U21s        | 1–3                          | 0–2                              | 3–0                                   |                                       | 0–0                                         | 1–0                               | 1–2                                | 3–3                                   | 1–1                          | 2–2                             | 1–3                                       | 1–1                                          |
| Bản mẫu:Fb team Brighton & Hove Albion U21s  | 0–4                          | 2–0                              | 0–2                                   | 1–0                                   |                                             | 1–0                               | 3–0                                | 3–0                                   | 0–2                          | 3–0                             | 0–0                                       | 1–1                                          |
| Bản mẫu:Fb team Derby County U21s            | 1–0                          | 3–2                              | 0–1                                   | 1–1                                   | 2–1                                         |                                   | 2–1                                | 4–0                                   | 0–1                          | 7–1                             | 1–1                                       | 2–0                                          |
| Bản mẫu:Fb team Middlesbrough U21s           | 3–2                          | 3–2                              | 3–1                                   | 3–0                                   | 2–1                                         | 1–0                               |                                    | 2–1                                   | 0–3                          | 2–0                             | 2–0                                       | 1–0                                          |
| Bản mẫu:Fb team Newcastle United U21s        | 1–2                          | 5–0                              | 4–2                                   | 1–1                                   | 3–1                                         | 0–2                               | 0–1                                |                                       | 5–2                          | 1–1                             | 1–1                                       | 2–1                                          |
| Bản mẫu:Fb team Reading U21s                 | 0–1                          | 1–0                              | 2–1                                   | 1–3                                   | 1–0                                         | 1–2                               | 3–3                                | 4–3                                   |                              | 3–0                             | 0–1                                       | 3–1                                          |
| Bản mẫu:Fb team Stoke City U21s              | 0–3                          | 2–0                              | 1–0                                   | 1–1                                   | 1–0                                         | 2–1                               | 0–3                                | 1–2                                   | 1–2                          |                                 | 1–1                                       | 2–4                                          |
| Bản mẫu:Fb team West Bromwich Albion U21s    | 3–0                          | 4–1                              | 0–1                                   | 3–2                                   | 2–1                                         | 0–0                               | 1–3                                | 3–2                                   | 5–0                          | 3–1                             |                                           | 2–1                                          |
| Bản mẫu:Fb team Wolverhampton Wanderers U21s | 2–2                          | 0–1                              | 2–2                                   | 1–0                                   | 1–1                                         | 1–3                               | 1–2                                | 2–2                                   | 2–1                          | 4–2                             | 0–0                                       |                                              |

Cập nhật lần cuối: ngày 19 tháng 5 năm 2015.
Nguồn: U21 Premier League results
1 ^ Đội chủ nhà được liệt kê ở cột bên tay trái.
Màu sắc: Xanh = Chủ nhà thắng; Vàng = Hòa; Đỏ = Đội khách thắng.
a nghĩa là có bài viết về trận đấu đó.

### Các giải thưởng
Cầu thủ của mùa giải: Duncan Watmore (Sunderland)
Cầu thủ của tháng
| Tháng   | Cầu thủ             | Câu lạc bộ       | Chú thích |
| ------- | ------------------- | ---------------- | --------- |
| Tháng 2 | Ryan Seager         | Southampton F.C. | [ 3 ]     |
| Tháng 3 | Harrison Panayiotou | Leicester City   | [ 4 ]     |
| Tháng 4 | Duncan Watmore      | Sunderland       | [ 5 ]     |

## League 2
League 2 hay còn gọi là: Professional Development U21 Leaguevì lý do là nhà tài trợ.
Các đội bóng sẽ thi đấu trong giải đấu với nhau 2 hai lần và một lần với các đội ở khu vực khác một lần. Với tổng cộng 26 trận cho mỗi đội ở khu vực phía Bắc và 27 trận cho mỗi đội ở khu vực phía Nam.
Vào cuối mùa giải, các đội bóng kết thúc ở hai vị trí hàng đầu của cả hai khu vực sẽ thi đấu loại trực tiếp để xác định nhà vô địch giải đấu tổng thể.

### Vòng bảng

#### Bảng xếp hạng khu Bắc
| XH | Đội                                      | Tr | T  | H | T  | BT | BB | HS  | Đ  | Lên hay xuống hạng                  |
| -- | ---------------------------------------- | -- | -- | - | -- | -- | -- | --- | -- | ----------------------------------- |
| 1  | Bản mẫu:Fb team Nottingham Forest U21s   | 26 | 17 | 4 | 5  | 56 | 30 | +26 | 55 | Đủ điều kiện tham dự Vòng Knock-out |
| 2  | Bản mẫu:Fb team Huddersfield Town U21s   | 26 | 15 | 3 | 8  | 47 | 40 | +7  | 48 | Đủ điều kiện tham dự Vòng Knock-out |
| 3  | Bản mẫu:Fb team Leeds United U21s        | 26 | 12 | 7 | 7  | 48 | 36 | +12 | 43 |                                     |
| 4  | Bản mẫu:Fb team Sheffield United U21s    | 26 | 12 | 5 | 9  | 39 | 30 | +9  | 41 |                                     |
| 5  | Bản mẫu:Fb team Sheffield Wednesday U21s | 26 | 10 | 8 | 8  | 38 | 30 | +8  | 38 |                                     |
| 6  | Bản mẫu:Fb team Birmingham City U21s     | 26 | 10 | 5 | 11 | 33 | 37 | −4  | 35 |                                     |
| 7  | Bản mẫu:Fb team Coventry City U21s       | 26 | 8  | 7 | 11 | 28 | 42 | −14 | 31 |                                     |
| 8  | Bản mẫu:Fb team Crewe Alexandra U21s     | 26 | 7  | 5 | 14 | 41 | 55 | −14 | 26 |                                     |
| 9  | Bản mẫu:Fb team Barnsley U21s            | 26 | 3  | 5 | 18 | 29 | 62 | −33 | 14 |                                     |

#### Bảng xếp hạng khu Nam
| XH | Đội                                      | Tr | T  | H | T  | BT | BB | HS  | Đ  | Lên hay xuống hạng                  |
| -- | ---------------------------------------- | -- | -- | - | -- | -- | -- | --- | -- | ----------------------------------- |
| 1  | Bản mẫu:Fb team Crystal Palace U21s      | 27 | 17 | 2 | 8  | 58 | 34 | +24 | 53 | Đủ điều kiện tham dự Vòng Knock-out |
| 2  | Bản mẫu:Fb team Swansea City U21s        | 27 | 13 | 8 | 6  | 50 | 38 | +12 | 47 | Đủ điều kiện tham dự Vòng Knock-out |
| 3  | Bản mẫu:Fb team Cardiff City U21s        | 27 | 12 | 5 | 10 | 35 | 34 | +1  | 41 |                                     |
| 4  | Bản mẫu:Fb team Queens Park Rangers U21s | 27 | 11 | 7 | 9  | 44 | 49 | −5  | 40 |                                     |
| 5  | Bản mẫu:Fb team Ipswich Town U21s        | 27 | 10 | 7 | 10 | 38 | 38 | 0   | 37 |                                     |
| 6  | Bản mẫu:Fb team Millwall U21s            | 27 | 9  | 9 | 9  | 43 | 40 | +3  | 36 |                                     |
| 7  | Bản mẫu:Fb team Charlton Athletic U21s   | 27 | 10 | 6 | 11 | 42 | 42 | 0   | 36 |                                     |
| 8  | Bản mẫu:Fb team Brentford U21s           | 27 | 9  | 6 | 12 | 54 | 55 | −1  | 33 |                                     |
| 9  | Bản mẫu:Fb team Colchester United U21s   | 27 | 8  | 6 | 13 | 38 | 47 | −9  | 30 |                                     |
| 10 | Bản mẫu:Fb team Bristol City U21s        | 27 | 8  | 1 | 18 | 34 | 62 | −28 | 25 |                                     |

#### Các kết quả
| S.nhà ╲ S.khách                          | Bản mẫu:Fb team Barnsley U21s | Bản mẫu:Fb team Birmingham City U21s | Bản mẫu:Fb team Brentford U21s | Bản mẫu:Fb team Bristol City U21s | Bản mẫu:Fb team Cardiff City U21s | Bản mẫu:Fb team Charlton Athletic U21s | Bản mẫu:Fb team Colchester United U21s | Bản mẫu:Fb team Coventry City U21s | Bản mẫu:Fb team Crewe Alexandra U21s | Bản mẫu:Fb team Crystal Palace U21s | Bản mẫu:Fb team Huddersfield Town U21s | Bản mẫu:Fb team Ipswich Town U21s | Bản mẫu:Fb team Leeds United U21s | Bản mẫu:Fb team Millwall U21s | Bản mẫu:Fb team Nottingham Forest U21s | Bản mẫu:Fb team Queens Park Rangers U21s | Bản mẫu:Fb team Sheffield United U21s | Bản mẫu:Fb team Sheffield Wednesday U21s | Bản mẫu:Fb team Swansea City U21s |
| Bản mẫu:Fb team Barnsley U21s            |                               | 0–2                                  |                                | 0–2                               |                                   | 0–3                                    |                                        | 0–2                                | 2–2                                  | 0–2                                 | 0–1                                    |                                   | 2–2                               | 0–2                           | 2–3                                    |                                          | 1–2                                   | 2–2                                      | 1–1                               |
| Bản mẫu:Fb team Birmingham City U21s     | 2–1                           |                                      | 1–1                            |                                   | 1–2                               |                                        | 3–1                                    | 2–1                                | 4–3                                  |                                     | 2–3                                    | 2–0                               | 1–1                               |                               | 0–1                                    | 1–1                                      | 0–2                                   | 0–3                                      |                                   |
| Bản mẫu:Fb team Brentford U21s           | 7–2                           |                                      |                                | 5–1                               | 4–1                               | 2–3                                    | 2–2                                    | 2–1                                |                                      | 3–0                                 | 1–2                                    | 1–0                               |                                   | 1–1                           | 0–3                                    | 2–1                                      |                                       | 1–1                                      | 2–4                               |
| Bản mẫu:Fb team Bristol City U21s        |                               | 4–1                                  | 5–2                            |                                   | 0–1                               | 2–3                                    | 2–1                                    |                                    | 2–0                                  | 0–2                                 |                                        | 0–3                               | 1–2                               | 1–3                           |                                        | 1–3                                      | 2–0                                   |                                          | 0–2                               |
| Bản mẫu:Fb team Cardiff City U21s        | 3–2                           |                                      | 0–1                            | 3–0                               |                                   | 0–1                                    | 0–2                                    | 4–2                                |                                      | 1–0                                 | 1–3                                    | 0–0                               |                                   | 0–0                           | 5–1                                    | 0–0                                      |                                       | 0–1                                      | 0–1                               |
| Bản mẫu:Fb team Charlton Athletic U21s   |                               | 1–1                                  | 1–1                            | 0–2                               | 2–3                               |                                        | 0–0                                    |                                    | 5–1                                  | 2–2                                 |                                        | 0–1                               | 0–1                               | 1–2                           |                                        | 2–0                                      | 2–0                                   |                                          | 0–2                               |
| Bản mẫu:Fb team Colchester United U21s   | 2–0                           |                                      | 3–2                            | 0–1                               | 0–1                               | 0–3                                    |                                        | 2–2                                |                                      | 4–2                                 | 1–2                                    | 2–3                               |                                   | 2–0                           | 1–3                                    | 0–2                                      |                                       | 0–5                                      | 5–2                               |
| Bản mẫu:Fb team Coventry City U21s       | 1–2                           | 0–1                                  |                                | 2–0                               |                                   | 2–2                                    |                                        |                                    | 1–2                                  | 0–2                                 | 2–2                                    |                                   | 0–1                               | 1–2                           | 0–2                                    |                                          | 2–2                                   | 0–0                                      | 0–0                               |
| Bản mẫu:Fb team Crewe Alexandra U21s     | 3–3                           | 3–1                                  | 4–2                            |                                   | 3–1                               |                                        | 1–3                                    | 0–3                                |                                      |                                     | 3–1                                    | 2–2                               | 1–2                               |                               | 0–0                                    | 2–3                                      | 1–2                                   | 1–1                                      |                                   |
| Bản mẫu:Fb team Crystal Palace U21s      |                               | 0–1                                  | 3–1                            | 4–2                               | 4–0                               | 5–2                                    | 1–0                                    |                                    | 1–2                                  |                                     |                                        | 1–0                               | 4–2                               | 3–0                           |                                        | 7–2                                      | 1–0                                   |                                          | 2–3                               |
| Bản mẫu:Fb team Huddersfield Town U21s   | 0–3                           | 0–0                                  |                                | 4–1                               |                                   | 0–1                                    |                                        | 1–0                                | 2–1                                  | 2–3                                 |                                        |                                   | 0–5                               | 2–0                           | 2–1                                    |                                          | 1–2                                   | 0–2                                      | 3–1                               |
| Bản mẫu:Fb team Ipswich Town U21s        | 6–3                           |                                      | 3–2                            | 2–3                               | 1–1                               | 5–1                                    | 2–0                                    | 0–1                                |                                      | 0–1                                 | 1–4                                    |                                   |                                   | 2–1                           | 0–3                                    | 0–3                                      |                                       | 1–1                                      | 1–0                               |
| Bản mẫu:Fb team Leeds United U21s        | 3–1                           | 0–3                                  | 2–1                            |                                   | 2–2                               |                                        | 1–2                                    | 1–1                                | 2–0                                  |                                     | 4–1                                    | 2–3                               |                                   |                               | 1–1                                    | 1–2                                      | 4–1                                   | 0–0                                      |                                   |
| Bản mẫu:Fb team Millwall U21s            |                               | 3–0                                  | 2–2                            | 7–3                               | 1–2                               | 2–1                                    | 2–2                                    |                                    | 2–1                                  | 0–1                                 |                                        | 1–1                               | 1–2                               |                               |                                        | 3–3                                      | 0–0                                   |                                          | 3–3                               |
| Bản mẫu:Fb team Nottingham Forest U21s   | 4–0                           | 2–0                                  |                                | 3–0                               |                                   | 1–2                                    |                                        | 2–1                                | 3–1                                  | 2–0                                 | 1–1                                    |                                   | 3–3                               | 4–3                           |                                        |                                          | 2–0                                   | 2–1                                      | 2–5                               |
| Bản mẫu:Fb team Queens Park Rangers U21s | 2–0                           |                                      | 1–4                            | 3–1                               | 0–2                               | 3–3                                    | 3–3                                    | 0–2                                |                                      | 0–3                                 | 1–4                                    | 1–1                               |                                   | 2–1                           | 2–1                                    |                                          |                                       | 2–1                                      | 2–2                               |
| Bản mẫu:Fb team Sheffield United U21s    | 3–0                           | 1–0                                  | 4–1                            |                                   | 1–0                               |                                        | 0–0                                    | 7–0                                | 0–3                                  |                                     | 2–3                                    | 2–0                               | 2–1                               |                               | 0–2                                    | 0–1                                      |                                       | 1–1                                      |                                   |
| Bản mẫu:Fb team Sheffield Wednesday U21s | 0–2                           | 0–2                                  |                                | 3–1                               |                                   | 2–0                                    |                                        | 3–1                                | 5–0                                  | 2–1                                 | 1–3                                    |                                   | 1–2                               | 0–0                           | 0–4                                    |                                          | 0–3                                   |                                          | 2–1                               |
| Bản mẫu:Fb team Swansea City U21s        |                               | 3–2                                  | 4–1                            | 0–0                               | 1–2                               | 2–1                                    | 2–0                                    |                                    | 2–1                                  | 3–3                                 |                                        | 0–0                               | 2–1                               | 0–1                           |                                        | 2–1                                      | 2–2                                   |                                          |                                   |

Cập nhật lần cuối: ngày 30 tháng 4 năm 2015.
Nguồn: Futbol24 U21 PDL results
1 ^ Đội chủ nhà được liệt kê ở cột bên tay trái.
Màu sắc: Xanh = Chủ nhà thắng; Vàng = Hòa; Đỏ = Đội khách thắng.
a nghĩa là có bài viết về trận đấu đó.

### Vòng Knock-out

#### Vòng bán kết
| Crystal Palace U21s           | 3 – 5 (s.h.p.) | Huddersfield Town U21s                                 |
| ----------------------------- | -------------- | ------------------------------------------------------ |
| De Silva 39' 70' · Kaikai 90' |                | Boyle 7' · Tronstad 55' · Holmes 85' · Charles 104' ?' |

| Nottingham Forest U21s                 | 3 – 3 (s.h.p.) | Swansea City U21s           |
| -------------------------------------- | -------------- | --------------------------- |
| Grant 9' · Thorne 23' · Iacovitti 116' |                | Jones 85' · Samuel 90' 105' |
| Loạt sút luân lưu                      |                |                             |
|                                        | 4 – 5          |                             |

#### Trận chung kết
| Swansea City U21s          | 3 – 2 | Huddersfield Town U21s |
| -------------------------- | ----- | ---------------------- |
| Samuel 39' · Gorre 64' 84' |       | Bojaj 32' 87'          |